# Vådområde
Et vådområde er en betegnelse, der bruges inden for økologien og dækker over alle typer fugtige og våde områder, hvor vandstanden er lige under jordens overflade eller over, ud til en vanddybde af 6 meter. Vandet kan være ferskvand, brakvand eller saltvand. I vådområder ligger vandspejlet normalt lige under jordoverfladen. I perioder med nedbør hæves vandspejlet eventuelt og området oversvømmes.
Man har opdaget at vådområder har oplagret store mængder kulstof (C) og fortsat er netto optagere i jordklodens globale kulstofkredsløb, så længe de er under vand. Kuldioxid (CO2) trækkes ud af luften via fotosyntese og bindes. Selv kunstigt anlagte vådområder oplagrer kulstof på denne måde. Kulstof kan være lagret i flere hundrede tusind år. Selvom man medregner vådområdernes udslip af metan, er vådområder netto kulstof-optagere. Metan er en gas med den kemiske betegnelse CH4 og indeholder således kulstof; derfor er det en vigtig gas for kulstofkredsløbet.

Man har også opdaget at mangroveskove, som er saltvands-vådområder, netto binder store mængder kulstof i deres undergrund.

## Vådområder i Danmark
Vi har i Danmark drænet, nedlagt, forurenet eller omlagt mange vådområder gennem de sidste 200 år og det er i dag en truet landskabstype. Derfor er megen af den flora og fauna der knytter sig til vådområderne også truet og staten er forpligtet til at beskytte dem i henhold til bl.a. Ramsar-konventionen, EUs habitat direktiver eller Natura 2000.
Havet omkring Danmark udgør mere end 100.000 km² og der er mere end 7.000 km kyststrækning; Der er 7.200 søer med et samlet areal på ca. 57.000 hektar, hvoraf de fleste dog er damme og småsøer, - ca. 6.000 søer er mindre end 2 ha, og kun 71 søer er over 100 ha. Der er ca. 64.000 km vandløb, hvoraf langt de fleste små bække. Der er ca. 90.000 ha moser, heraf er 25 km² højmoser fordelt på 22 lokaliteter. Lille Vildmose er langt den største, og er med 20 km² den største bevarede højmose i Europa.

## Typer af vådområder
- Primært naturlige:
  - Drypstenshule
  - Ferskvandsgrotte, cenote
  - Fjord
  - Floddelta
  - Hestehul
  - Højmose
  - Indsø
  - Kviksand
  - Kyst
  - Lagune
  - Marsk
  - Mangrove
  - Mose
  - Sandbanke
  - Strand
  - Sump
  - Sø
  - Tundra
  - Vig

- Primært kunstige:
  - Branddam
  - Dam
  - Dambrug
  - Grøft
  - Rensningsanlæg
  - Rismark
  - Voldgrav

- Vejvisere:
  - Vandløb
  - Vandvej
  - Vandbeholder